# Суворовский (Красноярский край)
Суво́ровский — упразднённый посёлок в Северо-Енисейском районе Красноярского края Российской Федерации. Исключён из учётных данных в 2018 году.

## География
Посёлок располагался на правом берегу реки Тея, в 3 км ниже впадения в неё реки Енашимо. В 22 км (по прямой) к северу от посёлка Тея.

## История
Населённый пункт возник в 1876 году как золотодобывающий прииск. По данным на 1926 год прииск состоял из 2 хозяйств. В административном отношении входил в состав Северо-Енисейского поселкового совета На прииске также расположилась речная пристань на которой размещалась флотилия приискового управления и Северо-Енисейского золотопродснаба.
Новая жизнь посёлку была дана в 1960 году, когда в нём началась постройка посёлка дражников. В 1964 году в посёлке была введена в строй 250-литровая драга № 122.
Упразднён законом крайсобрания № 6-1962 от 11.10.2018 г.

## Население
| 1926 | 1989 | 2002 | 2010 |
| ---- | ---- | ---- | ---- |
| 5    | ↗174 | ↘57  | ↘0   |